# كونال كابور
كونال كابور (ولد في مومباي، الهند) هو ممثل هندي يظهر في السينما الهندية. من أشهر أعماله فيلم الدراما رانج دي باسانتي (2006) و فيلم رجل العصابات دون 2 (2011)

## النشأة
ولد كونال في مومباي لعائلة بنجابية أصولها من أمريتسار. وفي فبراير 2015 تزوج ناينا باتشان، وهي ابنة أخ لأميتاب باتشان، في حفل عائلي خاص في سيشل .

## أفلامه

### تمثيل
| السنة | اسم الفيلم                      | الدور                   | ملاحظات                              |
| ----- | ------------------------------- | ----------------------- | ------------------------------------ |
| 2005  | Meenaxi: A Tale of Three Cities | Kameshwar Mathur        |                                      |
| 2006  | Rang De Basanti                 | اسلام/أشفق الله خان     | رشح لجائزة فيلم فير كأفضل ممثل مساعد |
| 2007  | هاتريك                          | Saby aka Sarbjeet Singh |                                      |
| 2007  | Laaga Chunari Mein Daag         | أرجون فيرما             |                                      |
| 2007  | Aaja Nachle (تعال لنرقص)        | عمران باثان             |                                      |
| 2008  | احترسن أيتها الحسناوات          | Joginder Ahluwalia      |                                      |
| 2008  | Welcome to Sajjanpur            | Bansi Ram               |                                      |
| 2010  | Lamhaa                          | عاطف                    |                                      |
| 2011  | دون 2                           | سمير علي                |                                      |
| 2012  | Luv Shuv Tey Chicken Khurana    | اومي كورانا             |                                      |
| 2015  | Kaun Kitne Paani Mein           |                         |                                      |
| 2016  | Dear Zindagi                    | Raghuvendra             |                                      |
| 2017  | Veeram                          | Chandu Chekavar         | فيلم بلغة ماليالامية                 |
| 2017  | Raagdesh                        | الجنرال شاه نواز خان    |                                      |
| 2018  | Gold                            | TBA                     | Filming                              |

### مساعد إخراج
| السنة | اسم الفيلم | المخرج               | ملاحظات |
| ----- | ---------- | -------------------- | ------- |
| 2001  | aks        | راكيش أمبراكاش ميهرا |         |

## روابط خارجية
- كونال كابور على موقع IMDb (الإنجليزية)
- كونال كابور على موقع ألو سيني (الفرنسية)
- كونال كابور على موقع أول موفي (الإنجليزية)
- كونال كابور على موقع قاعدة بيانات الفيلم (الإنجليزية)
- كونال كابور على موقع كينوبويسك (الروسية)